# Istočna Ilidža
Istočna Ilidža (serbisch-kyrillisch Источна Илиџа, „Ost-Ilidža“; bis 2004 Srpska Ilidža) ist eine Verbandsgemeinde (opština) in Bosnien und Herzegowina. Sie befindet sich beiderseits der Željeznica südlich des Flughafens Sarajevo und entstand während des Bosnienkrieges als Abspaltung der Gemeinde Ilidža. Sie gehört heute zur Stadt Istočno Sarajevo in der Republika Srpska und liegt direkt an der Entitätengrenze.

## Geografie

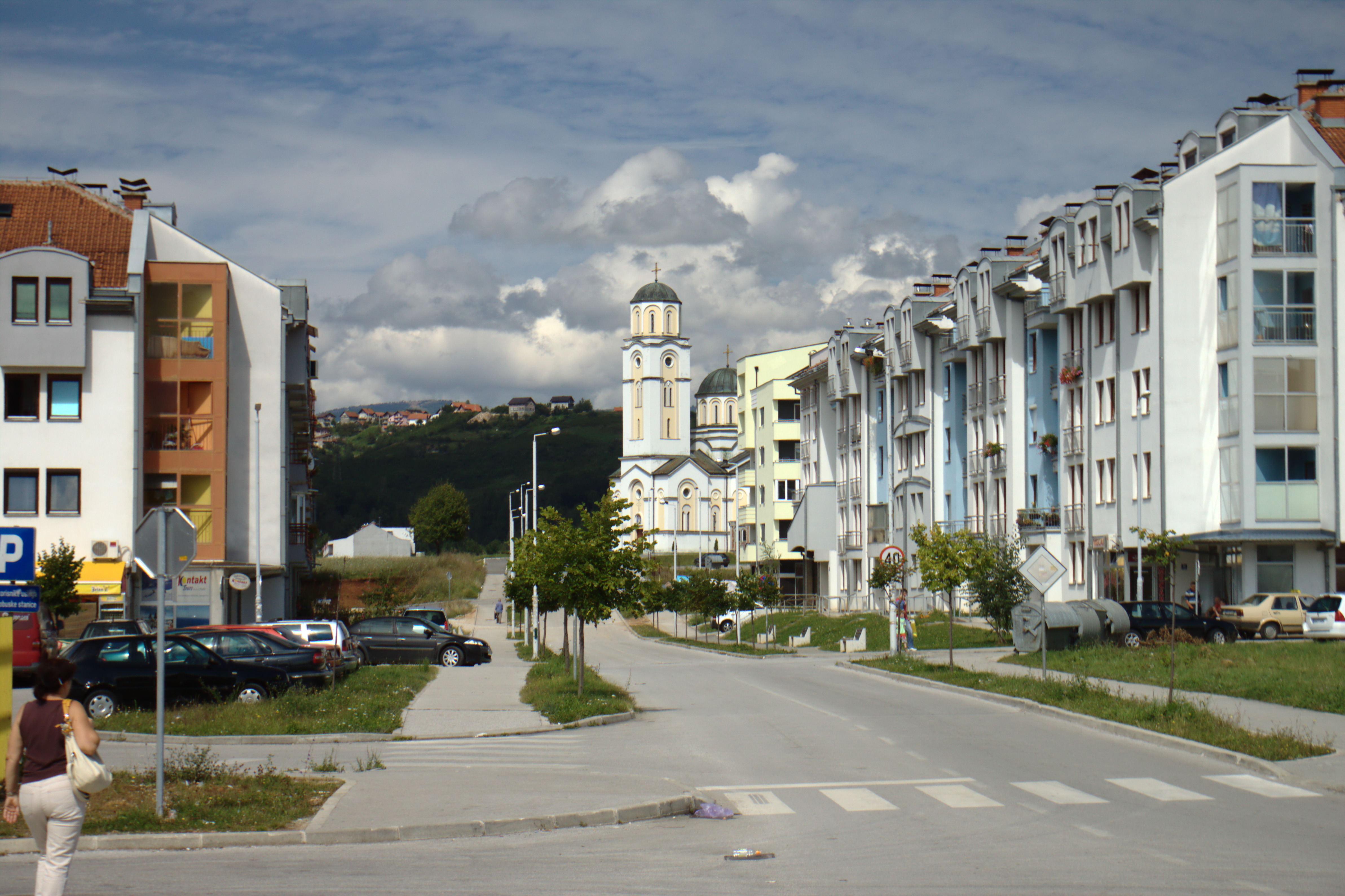
Straße im städtischen Teil von Istočna Ilidža

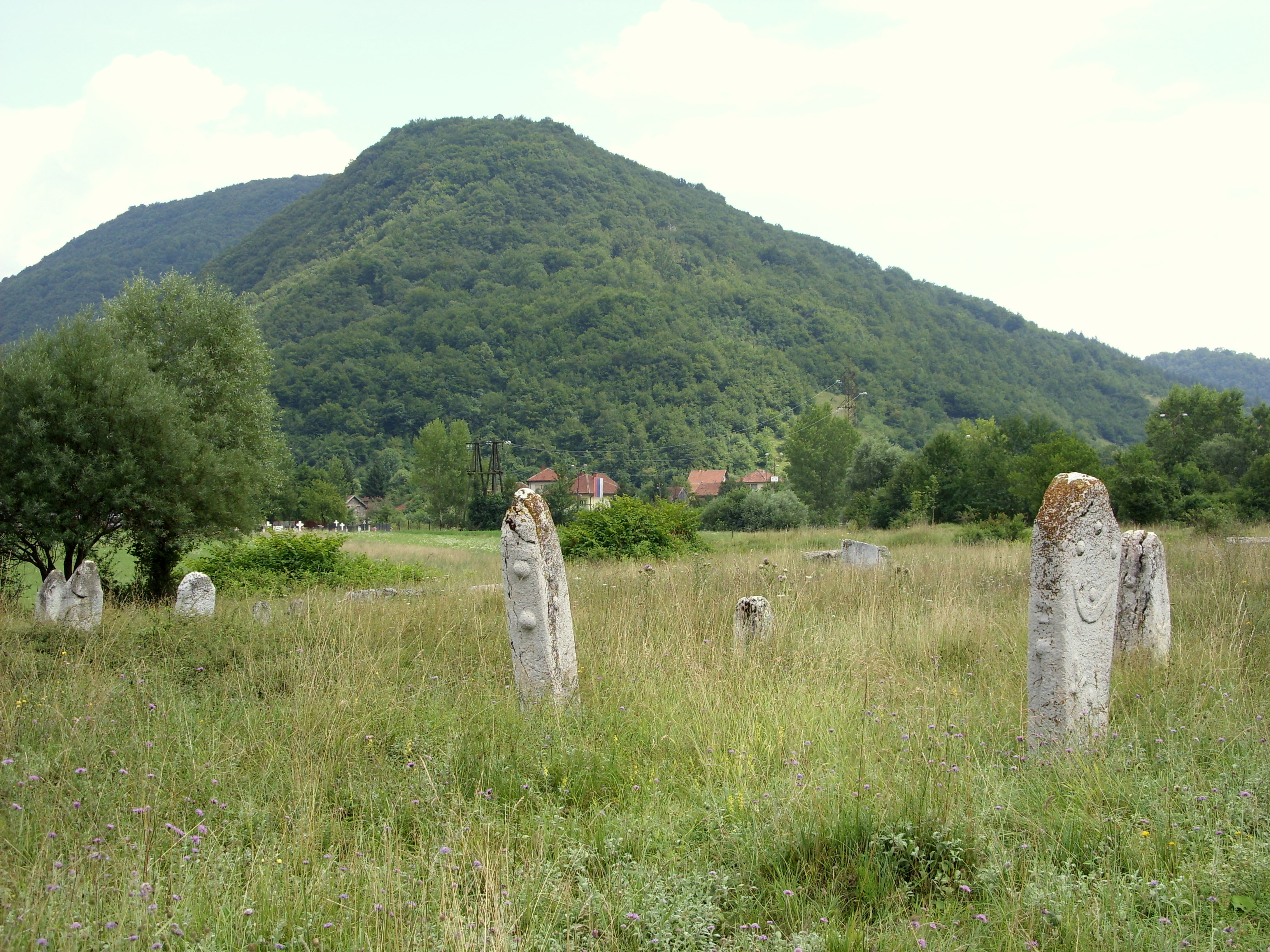
Stećci bei Krupac

Das Gemeindegebiet von Istočna Ilidža befindet sich am Südrand des Talkessels von Sarajevo am Fuß des Berges Igman, etwa 10 Straßenkilometer vom Stadtzentrum entfernt. Im Norden hat die Gemeinde noch Anteil am dicht bebauten Stadtgebiet, während der Süden bereits ländlich geprägt ist.
Angrenzende Gemeinden sind Ilidža im Westen, Istočno Novo Sarajevo im Osten sowie Trnovo (RS) im Süden.
Zu Istočna Ilidža gehören die fünf Orte Gornje Mladice, Kasindo, Krupac, Sarajevo-Dio Ilidža und Sarajevo-Dio Novi Grad.

## Geschichte
Während der Belagerung von Sarajevo im Bosnienkrieg waren die Ortschaften am Südrand der Stadt hart umkämpft und wurden schwer beschädigt. Aus den von der Vojska Republike Srpske gehaltenen Ortsteilen der Gemeinde Ilidža formierte sich die neue Gemeinde Srpska Ilidža („Serbisches Ilidža“). 2004 verbot der bosnische Verfassungsgerichtshof ethnische Bezüge in Gemeindenamen und benannte die Gemeinde nach ihrem Sitz in Kasindo um. Der Gemeinderat entschied sich jedoch für den neuen Namen Istočna Ilidža.

## Bevölkerung
Zur Volkszählung 2013 hatte die Gemeinde insgesamt 14.763 Einwohner. Davon bezeichneten sich 93,2 % als Serben, 4,4 % als Bosniaken und 1,1 % als Kroaten. Die heutigen Ortsteile hatten – mit Ausnahme der Ortschaft Kotorac – bereits vor dem Krieg eine serbische Bevölkerungsmehrheit.

## Sehenswürdigkeiten
Auf dem Territorium der Gemeinde, insbesondere bei Krupac, befinden sich einige Stećci.